# 전유미 (아나운서)
전유미(全劉美, 1982년 4월 21일~)는 대한민국의 KBS대전방송총국 아나운서이다.

## 학력
- 서울여자대학교 언론영상학과 학사

## 경력
- 2005년 : KBS 31기 공채 아나운서(KBS대전방송총국 지역근무)

## 진행 프로그램

### TV
- KBS1 대전 우리가 여는 세상(2005~2007)
- KBS1 신나라 과학나라(2007~2008)
- KBS1 KBS 뉴스 9 대전 · 세종 · 충남(2005.05.02~2008.07.11,2016.05.09~2020.09.04)
- KBS1 대전 생방송 좋은 TV(2006~2007)
- KBS1 대전 따따부따(2007)
- KBS1 대전 TV이웃 다정다감(2012~2013)
- KBS1 KBS 뉴스 (930) 대전 · 세종 · 충남(2008.11.17~2011,2012~2013,2015~2016)
- KBS1 아침마당(2015~2016)
- KBS2 KBS 네트워크(2005.12.01~2010.05)

### 라디오
- KBS 대전 제2라디오 Happy FM 행복한 라디오(2005.05.02~2006.12.31,2008.07.14~2008.11.16)
- KBS 대전 제2라디오 Happy FM 우리가 여는 세상(2007.01.01~2008.07.13)
- KBS 대전 음악FM 전유미의 영화음악 (2008.11.17~2009.04.26)
- KBS 대전 제1라디오 9시 뉴스(보도, 월-금,9:05~9:10/토-일,9:00~9:05)
- KBS 대전 제1라디오 생방송 대전입니다(시사, 월-금,18:10~18:58) (2015.11~2016.12)
- KBS 대전 제1라디오 라디오 매거진 대전세종충남(시사, 월-금,16:10~16:55) (2017.1~2018.10)
- KBS 대전 제2라디오 Happy FM 전유미의 뮤직런(2018.10.08~2020.09.04)